# 19614 Монтелонго
19614 Монтелонго (19614 Montelongo) — астероїд головного поясу, відкритий 16 липня 1999 року.
Тіссеранів параметр щодо Юпітера — 3,567.